# Rhinotora diversipennis
Rhinotora diversipennis är en tvåvingeart som beskrevs av Guilherme A.M.Lopes 1936. Rhinotora diversipennis ingår i släktet Rhinotora och familjen myllflugor. Inga underarter finns listade i Catalogue of Life.